# Staatstransportbedrijf van Rusland
Staatstransportbedrijf van Rusland (Russisch: Государственная транспортная компания «Россия»; Gosoedarstvennaja transportnaja kompanieja "Rossieja"; afgekort ГТК «Россия»; GTK "Rossieja") was een
Russische luchtvaartmaatschappij met haar hoofdzetel in Moskou. In opdracht van de Russische overheid fuseerde de maatschappij in 2006 met Pulkovo Aviation Enterprise en startte een nieuwe maatschappij onder de naam Rossiya Russian Airlines.

## Geschiedenis
Het Staatstransportbedrijf van Rusland is opgericht in 1995 als opvolger van de Speciale Burgerluchtvaartdivisie van Rusland welke in 1992 was opgericht vanuit Aeroflot voor het vervoer van functionarissen en hoge ambtenaren. Geleidelijk aan ging de Speciale Burgerluchtvaartdivisie van Rusland over tot het uitvoeren van commerciële passagierslijnvluchten en werd een normale luchtvaartmaatschappij. De regeringsvluchten worden overgenomen door de maatschappij Rossiya Russian Airlines die in 2005 werd gevormd.

## Diensten
Het Staatstransportbedrijf van Rusland voerde lijnvluchten uit naar: (juli 2006)
- Binnenland: Adler-Sotsji, Anapa, Moskou, Nadym, Novosibirsk, Novy Oerengoj, Pskov, Sint-Petersburg

- Buitenland: Bakoe

## Vloot
De vloot van het Staatstransportbedrijf van Rusland bestond uit:(juli 2006)
- 2 Iljoesjin Il-96
- 10 Iljoesjin Il-62
- 3 Iljoesjin Il-18
- 1 Toepolev Tu-154B
- 6 Toepolev Tu-154M
- 3 Toepolev Tu-214
- 11 Toepolev Tu-134
- 7 Jakovlev Jak-40